# Giulia Staccioli
Giulia Staccioli (Cagliari, 6 giugno 1964) è una coreografa ed ex ginnasta italiana.

## Biografia

### Ginnastica ritmica
Da piccola pratica prima danza e poi solo a 12 anni passa alla ritmica. Diventa campionessa italiana assoluta di ginnastica ritmica nel 1983, 1985 e 1986, partecipa ai Campionati del Mondo del 1981, classificandosi al 35º posto nel concorso generale, a quelli del 1983 a Strasburgo, arrivando al 17º posto a quelli del 1985 a Valladolid rinunciando a quelli del 1987 a Varna a causa di un grave infortunio. 
Partecipa poi alle Olimpiadi di Los Angeles del 1984, classificandosi al 7º posto nel concorso generale (sua miglior posizione in carriera). Ai Campionati mondiali di Valladolid del 1985 si classifica al 29º posto, infine al 18º alle Olimpiadi di Seul del 1988. Nel 1989 riceve il Premio UNESCO per il contributo dato con lo sport alla cooperazione internazionale. Si ritira nel 1990.

### Coreografia
Conclusa l'attività agonistica, Giulia Staccioli si trasferisce a New York, dove frequenta gli Alvin Ailey Studios e poi entra per tre anni nella compagnia americana Momix, guidata da Moses Pendleton. In seguito, tornando in Italia nel 1995 dà vita al progetto Kataklò, dove insieme a numerosi ginnasti e ballerini ricerca un tratto coreografico originale, basato sul gesto e sul linguaggio del corpo.
Nel 2003 riceve il Premio Positano Léonide Massine per l’arte della danza, nello stesso anno inoltre vince il Premio Hesperia per l’edizione dedicata alla danza e nel 2005 il Premio Mecenate Fair Play (sezione "sport e show"). Collabora inoltre con Kataklò alla cerimonia di apertura delle Olimpiadi invernali di Torino 2006, di cui inoltre progetta la struttura dei cinque cerchi. Nel giugno 2007, in occasione del sessantennale dell’Assemblea Regionale Siciliana, crea la coreografia Luci e Ombre, che viene eseguita sulla parete del Palazzo dei Normanni.
Nel 2010 il progetto Kataklò ha compiuto un ulteriore passo in avanti con la fondazione a Milano dell'Accademia Kataklò Giulia Staccioli, il primo triennio di formazione professionale dedicato al physical theatre.
Nell'estate 2012 cura le coreografie dello spettacolo "La ragazza di Hongcun", una produzione che coinvolge oltre 120 interpreti e che ha la sua prima a Hongcun (Cina), nell'agosto 2012. Nel 2015 viene nominata direttore artistico della prima edizione di STRA, Festival delle Arti di Strada, che vede l'esibizione di numerosi artisti di strada per le vie del centro di Milano.
Nel settembre 2015, Giulia Staccioli e un gruppo di 19 membri di Kataklò collaborano con Hansel Cereza, direttore artistico e membro della compagnia spagnola Fura dels Baus, alla realizzazione dello spettacolo The Pearls Divers per la celebrazione della Giornata Nazionale del Kuwait. Lo spettacolo viene messo in scena il 15 settembre 2015 davanti al Padiglione del Kuwait all'Expo di Milano, al cospetto della famiglia reale e del pubblico.

## Vita privata
È figlia dello scultore Mauro Staccioli.
Giulia Staccioli è sposata con Andrea Zorzi, campione di pallavolo. Nel 1999 ha un figlio, Numa Zorzi.